# 宗寿寺 (柏市)
宗寿寺（そうじゅじ）は、千葉県柏市にある真言宗豊山派の寺院。

## 歴史
1166年（仁安元年）、寛遍大僧正によって開山された。松戸市の大勝院の末寺である。
1794年（寛政6年）に本堂が再建されている。

## 交通アクセス
- 逆井駅より徒歩17分。